# Fatawu Safiu
Fatawu Safiu (Techiman, 16 de julio de 1994) es un futbolista ghanés que juega en la demarcación de delantero para el Al-Sinaa SC de la División 1 de Irak.

## Selección nacional
Hizo su debut con la selección de fútbol de Ghana el 9 de junio de 2019 en un partido amistoso contra Namibia que finalizó con un resultado de 0-1 a favor del combinado namibio tras el gol de Manfred Starke.

## Clubes
| Club                        | País           | Año       | Partidos | Goles |
| --------------------------- | -------------- | --------- | -------- | ----- |
| Liberty Professionals FC    | Ghana          | 2012-2013 | 2        | 0     |
| Vimmerby IF (cedido)        | Suecia         | 2013      | 22       | 7     |
| International Allies FC     | Ghana          | 2014      | 10       | 5     |
| Portland Timbers 2 (cedido) | Estados Unidos | 2015      | 24       | 8     |
| Whitecaps FC 2 (cedido)     | Estados Unidos | 2016      | 25       | 4     |
| Shirak SC (cedido)          | Armenia        | 2017      | 9        | 0     |
| Techiman Eleven Wonders FC  | Ghana          | 2018      | 4        | 2     |
| Asante Kotoko SC            | Ghana          | 2018-2019 | 14       | 10    |
| Trelleborgs FF              | Suecia         | 2019-2021 | 56       | 13    |
| FC Trollhättan              | Suecia         | 2021-2023 | 14       | 1     |
| Al-Sinaa SC                 | Irak           | 2023-     |          |       |